# 토마스 마브로스
토마스 마브로스(그리스어: Θωμάς Μαύρος, 1954년 5월 31일, 칼리테아 ~)는 은퇴한 그리스의 국가대표 축구 선수로, 선수 시절 스트라이커로 활약하였다. 그는 그리스 클럽 축구 역사상 최고의 선수로 손꼽히며, 알파 에트니키에서 260골을 득점해 이 부문에서 최다를 기록하고 있다.

## 클럽 경력

### 파니오니오스
네아 스미르니에서 유년 시절을 보낸 마브로스는 파니오니오스의 유소년팀에 입단한 후 금세 1군에 들어갔다. 그는 이후 수페르리가 엘라다 최연소 득점을 기록한 선수가 되었다. 그는 비교적 소규모 그리스 클럽에 활약하는 선수 치고는 그리스 국가대표팀 데뷔전을 비교적 어린 나이에 치렀다. 그는 1971년 9월 16일, 아틀레티코 마드리드를 상대로 대륙대항전 데뷔전을 치렀다. 그는 이 경기 출전으로 당시 그리스 축구 역사상 유럽대항전에 출전한 최연소 선수가 되었다.

### AEK
1975년, 루카스 발로스 AEK 회장은 신예 스트라이커 영입 의사를 밝혔으나, 파니오니오스 보드진은 팀 최고 선수의 거래를 거절하였다. 그때 마브로스가 파니오니오스와 연령 제한보다 어린 나이에 계약되었다는 사실이 밝혀졌고, 그에 따라 계약이 무효화되었다. 이에도 불구하고, 파니오니오스는 계속해서 이적을 막았고 이는 두 팀이 1975-76 시즌동안 소송 전쟁을 벌이기에 이르렀다. 당시 마브로스는 두 팀 어느팀에도 활약할 수가 없었다. 논쟁이 잠잠해지자, 마브로스는 마침내 1976년에 AEK로 이적하였다. 그는 즉시 팀의 주축이 되어 팀의 UEFA컵 1976-77 4강행에 도왔으며, 리그를 2차례, (1977-78 시즌과 1978-79) 컵을 2차례 (1977-78, 1982-83) 우승하였다. 그는 세 차례 수페르리가 엘라다 득점왕을 차지 (1977-78 시즌에 22골, 1978-79 시즌에 31골, 1984-85 시즌에 27골) 하기도 했다. 1979년, 그는 AZ의 케이스 키스트에 이어 유럽 전체에서 득점 2위를 차지하기도 했다. 스트라이커인 그와 골찬스를 만드는 두샨 바예비치가 조합되어, 클럽은 최고이자 유럽에서도 손꼽히는 공격 듀오를 구축했다. 그는 발로스가 클럽을 떠나고도 라이벌 올림피아코스를 상대로 득점할 의사를 밝혀 AEK 팬들의 지지를 받은 몇명의 선수가 되었다. 팬들은 그가 득점할 때마다 애칭인 "신" (Ο Θεός)으로 불렀고, 경기장 전체가 "누구, 누구, 누구? 마브로스 신"(그리스어: "Ποιος, ποιος, ποιος; ο Μαύρος ο Θεός")이라는 구호를 외쳤다. 1984년 6월 22일, 마브로스는 같은 국적의 바실리스 하치파나기스와 함께 프란츠 베켄바워, 뤼트 크롤, 요한 네이스컨스, 피터 실턴, 케빈 키건, 마리오 켐페스, 우고 산체스, 그리고 펠릭스 마가트의 전설로 구성된 세계 베스트 일레븐으로 차출되는 영예를 안았다. 20,000명이 팬들이 자이언츠 스타디움에 웅집해 세계 베스트 일레븐이 뉴욕 코스모스를 상대로 3-1로 이기는 것을 보았다. 사실, 그의 증언에 따르면, 경기에서 베켄바워가 그에게 "마침네, 당신이 왔군."이라 발언했으며, 자신의 소속팀 뉴욕 코스모스가 마브로스에 관심을 보인다고 간접적으로 말하였다.

### 파니오니오스 복귀
1987년, 니코스 알레판토스 AEK 감독이 안드레아스 자피로풀로스 클럽 회장에게 정상급 클럽에서 활약하기에 너무 나이가 든 마브로스의 계약을 갱신하지 말 것을 제안하였다. 자피로풀로스는 이에 수락하여 마브로스는 클럽에서 방출되어 친정팀 파니오니오스로 돌아가게 되었다. 파니오니오스에서, 그는 1991년에 은퇴하기 전까지 수페르리가 엘라다 득점왕을 한번 더 (1989-90 시즌 22골) 차지하였고, 89번의 경기에서 51골을 넣어 AEK의 전 팀동료였던 미미스 파파이오안누의 기록을 경신해 수페르리가 엘라다 역대 최다 득점자가 되었다. 주요 순간으로는 1989년 10월 28일, AEK와의 니코스 구마스 경기장 원정에서, 그는 득점에 성공하였으나, AEK 팬들이 AEK에 소속될 당시처럼 그의 이름을 연호한 것으로, 그들이 여전히 그를 지지한다는 것과 존경한다는 점을 나타내었다.

## 국가대표팀 경력
그는 1972년부터 1984년까지 그리스 국가대표팀 경기에 36번 출전하여 11골을 넣었다. 그의 국가대표팀 활약 당시 가장 중요한 순간은 UEFA 유로 1980 출전이었다.

## 기록
- 그는 수페르리가 엘라다 역대 최다 득점자로, 501경기에 출전해 260골을 넣었다.
- 그는 수페르리가 엘라다 최연소 득점 기록도 지니고 있다. 그는 1971년 2월 17일, 피에리코스전에서 1-0 결승골을 뽑아냈으며, 당시 그의 나이는 16세 8개월 17일이었다.
- 그는 수페르리가 엘라다 한경기에서 5골을 넣은 몇 안되는 선수들 중 하나이다. 그는 이것을 1984-85 시즌, AEK에서 활약하면서 에갈레오를 상대로 달성했고, 팀은 5-2로 이겼다.

## 통계

### 클럽
| 클럽 경력 | 클럽 경력    | 클럽 경력     | 리그 | 리그 | 컵        | 컵        | 대륙 | 대륙 | 합계 | 합계 |
| 시즌      | 클럽         | 리그          | 출장 | 골   | 출장      | 골        | 출장 | 골   | 출장 | 골   |
| 그리스    | 그리스       | 그리스        | 리그 | 리그 | 그리스 컵 | 그리스 컵 | 유럽 | 유럽 | 합계 | 합계 |
| --------- | ------------ | ------------- | ---- | ---- | --------- | --------- | ---- | ---- | ---- | ---- |
| 1970-71   | 파니오니오스 | 알파 에트니키 | 24   | 2    | 1         | 0         | 0    | 0    | 25   | 2    |
| 1971-72   | 파니오니오스 | 알파 에트니키 | 23   | 3    | 3         | 1         | 0    | 0    | 26   | 4    |
| 1972-73   | 파니오니오스 | 알파 에트니키 | 29   | 9    | 2         | 0         | 0    | 0    | 31   | 9    |
| 1973-74   | 파니오니오스 | 알파 에트니키 | 30   | 10   | 2         | 1         | 0    | 0    | 32   | 11   |
| 1974-75   | 파니오니오스 | 알파 에트니키 | 29   | 11   | 4         | 2         | 0    | 0    | 33   | 13   |
| 1975-76   | 파니오니오스 | 알파 에트니키 | 0    | 0    | 0         | 0         | 0    | 0    | 0    | 0    |
| 1976-77   | AEK          | 알파 에트니키 | 30   | 18   | 2         | 0         | 10   | 3    | 42   | 21   |
| 1977-78   | AEK          | 알파 에트니키 | 33   | 22   | 4         | 2         | 4    | 1    | 41   | 25   |
| 1978-79   | AEK          | 알파 에트니키 | 33   | 31   | 6         | 3         | 4    | 2    | 43   | 36   |
| 1979-80   | AEK          | 알파 에트니키 | 27   | 14   | 2         | 1         | 2    | 0    | 31   | 15   |
| 1980-81   | AEK          | 알파 에트니키 | 22   | 9    | 2         | 1         | 0    | 0    | 24   | 10   |
| 1981-82   | AEK          | 알파 에트니키 | 30   | 17   | 3         | 2         | 0    | 0    | 33   | 19   |
| 1982-83   | AEK          | 알파 에트니키 | 32   | 19   | 1         | 0         | 2    | 0    | 35   | 19   |
| 1983-84   | AEK          | 알파 에트니키 | 21   | 13   | 2         | 1         | 2    | 0    | 25   | 14   |
| 1984-85   | AEK          | 알파 에트니키 | 29   | 27   | 2         | 1         | 0    | 0    | 31   | 28   |
| 1985-86   | AEK          | 알파 에트니키 | 17   | 4    | 1         | 0         | 1    | 0    | 19   | 4    |
| 1986-87   | AEK          | 알파 에트니키 | 3    | 0    | 0         | 0         | 0    | 0    | 3    | 0    |
| 1987-88   | 파니오니오스 | 알파 에트니키 | 29   | 16   | 4         | 2         | 0    | 0    | 33   | 18   |
| 1988-89   | 파니오니오스 | 알파 에트니키 | 22   | 12   | 1         | 0         | 0    | 0    | 23   | 12   |
| 1989-90   | 파니오니오스 | 알파 에트니키 | 33   | 22   | 3         | 2         | 0    | 0    | 36   | 24   |
| 1990-91   | 파니오니오스 | 알파 에트니키 | 5    | 1    | 0         | 0         | 0    | 0    | 5    | 1    |
| 경력 합계 | 경력 합계    | 경력 합계     | 501  | 260  | 45        | 19        | 25   | 6    | 571  | 285  |

2009년 8월 31일 기준
출처: (영어) 토마스 마브로스 - National Football Teams

### 국가대표팀
| 국가대표팀 | 시즌 | 출장 | 골 |
| ---------- | ---- | ---- | -- |
| 그리스     | 1972 | 01   | 0  |
| 그리스     | 1973 | 01   | 0  |
| 그리스     | 1974 | 02   | 0  |
| 그리스     | 1975 | 01   | 01 |
| 그리스     | 1976 | 01   | 0  |
| 그리스     | 1977 | 05   | 0  |
| 그리스     | 1978 | 08   | 06 |
| 그리스     | 1979 | 02   | 0  |
| 그리스     | 1980 | 06   | 01 |
| 그리스     | 1981 | 03   | 02 |
| 그리스     | 1982 | 04   | 01 |
| 그리스     | 1984 | 02   | 0  |
| 합계       | 합계 | 36   | 11 |

출처: (영어) 토마스 마브로스 - National Football Teams

### 국가대표팀 득점 기록
| #  | 날짜             | 경기장                                              | 상대         | 점수 | 결과 | 대회                      |
| -- | ---------------- | --------------------------------------------------- | ------------ | ---- | ---- | ------------------------- |
| 1  | 1975년 6월 4일   | 툼바 경기장, 테살로니키, 그리스                     | 몰타         | 1–1  | 4–0  | UEFA 유로 1976 예선전     |
| 2  | 1978년 4월 5일   | 포즈난, 폴란드                                      | 폴란드       | 5–2  | 5–2  | 친선경기                  |
| 3  | 1978년 10월 11일 | 아포스톨로스 니콜라이디스 경기장, 아테네, 그리스    | 핀란드       | 4–0  | 8–1  | UEFA 유로 1980 예선전     |
| 4  | 1978년 10월 11일 | 아포스톨로스 니콜라이디스 경기장, 아테네, 그리스    | 핀란드       | 5–0  | 8–1  | UEFA 유로 1980 예선전     |
| 5  | 1978년 10월 11일 | 아포스톨로스 니콜라이디스 경기장, 아테네, 그리스    | 핀란드       | 7–1  | 8–1  | UEFA 유로 1980 예선전     |
| 6  | 1978년 10월 28일 | 카프탄조글리오 경기장, 테살로니키, 그리스           | 헝가리       | 4–0  | 4–1  | UEFA 유로 1980 예선전     |
| 7  | 1978년 11월 15일 | 그라드스키 스타디온, 스코페, SFR 유고슬라비아       | 유고슬라비아 | 0–1  | 4–1  | 발칸컵 1980               |
| 8  | 1980년 2월 27일  | 파르크 데 프랭스, 파리, 프랑스                      | 프랑스       | 1–1  | 5–1  | 친선경기                  |
| 9  | 1981년 3월 11일  | 스타드 뮈니시팔 드 뤼멜랑주, 룩셈부르크, 룩셈부르크 | 룩셈부르크   | 0–2  | 0–2  | 1982년 FIFA 월드컵 예선전 |
| 10 | 1981년 11월 29일 | 카라이스카키스 스타디움, 피레아스, 그리스           | 유고슬라비아 | 1–0  | 1–2  | 1982년 FIFA 월드컵 예선전 |
| 11 | 1982년 10월 27일 | 마카리오 경기장, 니코시아, 키프로스                 | 키프로스     | 0–1  | 1–1  | 친선경기                  |

## 수상

### 클럽
AEK
- 알파 에트니키: 1977-78, 1978-79
- 그리스 컵: 1977-78, 1982-83

### 개인
- 알파 에트니키 득점왕: 1977-78, 1978-79, 1984-85, 1989-90
- 유러피언 골든슈 2위: 1978-79